# Maria Ibars i Ibars

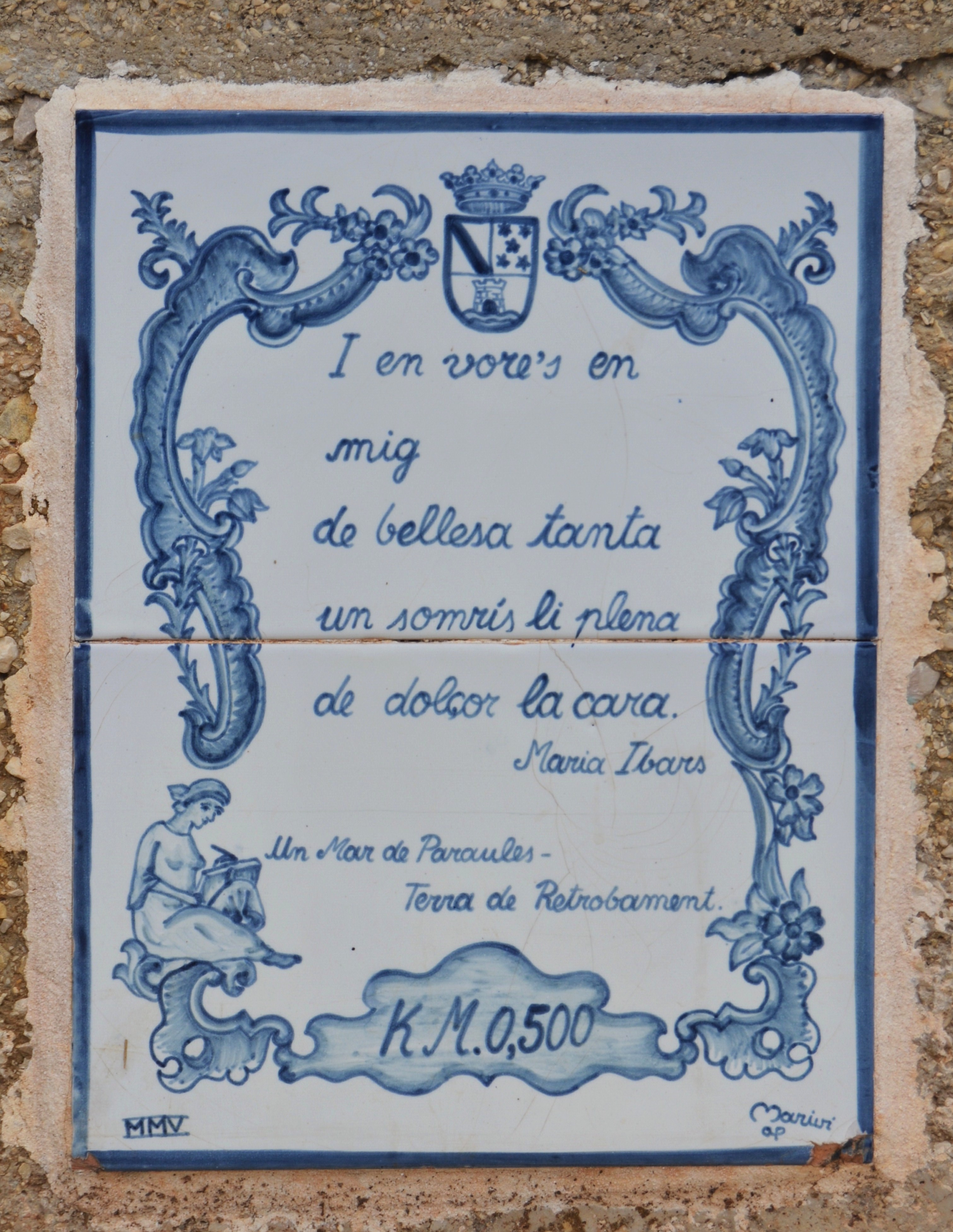
Placa amb poema de Maria Ibars a la Marineta Cassiana, Dénia.

Ana Maria Ibars Ibars (València, 29 de febrer de 1892 - València, 9 de gener de 1965) va ser una escriptora, poeta i mestra valenciana, coneguda com a Maria Ibars o Maria Ibars i Ibars.
Va viure la seva infància i adolescència a Dénia en una casa a la partida dels Campussos, Penyamar, fet que dona títol a un dels seus llibres: Poemes de Penyamar: a l'ombra del Montgó (1949). Era mare de la pedagoga Raquel Payà. Va escriure poemes i narracions en castellà i en valencià. En la dècada de 1930 va estar relacionada amb Lo Rat Penat i participava en activitats d'aquesta institució.
A la localitat de Dénia hi ha un Institut d'Educació Secundària que porta el seu nom. Des de febrer de 2016 és filla adoptiva d'aquesta localitat de la Marina Alta.
L'Acadèmia Valenciana de la Llengua va declarar Maria Ibars Escriptora de l'Any 2024. Amb motiu de l'exposició dedicada a l'autora també s'ha publicat el quadern Maria Ibars. Un paisatge de paraules. Escriure i viure a l'ombra del Montgó.

## Obres
- Flor de nisperer: acabament.  València: Sicània, 1962.
- La fe dels altres.  València: Sicània, 1965.
- Camp d'Us / Maria Ibars Ibars. Fantasies / Beatriu Civera. La setmana valenciana / Nicolau-Primitiu. Dibuixos de Nunyez y Tony. València: Sicània, 1961
- El dimoni es fa faller / Josep Marcarell i Gosp. Els bolquers / Barrot de Ribalmaig. Camp d'ús (acabament) / Maria Ibars i Ibars. Il·lustracions de Soriano i Núnyez. València: Sicània, 1961
- Como una garra: novela. Valencia: Guerri, 1961
- La descalumniada / Maria Ibars i Ibars. Avioneta 23 / Peris Aragó. La Penyora / Soleriestruch. Dibuixos de Núnyez, Peris Aragó i Soleriestruch. València: Sicània, 1961
- Flor de nisperer Maria Ibars i Ibars. El Parany / Enric Soler i Godes. ¿Levante?¡No!¡Valencia,sempre! / Nicolau Primitiu. Il·lustracions per A. Peris, Tony i Núnyez. València: Sicània, 1962[8]
- El gegant enamorat / Josep Bea Izquierdo. La fe dels altres / Maria Ibars i Ibars. Cronistes del reialme de Valencia / Nicolau-Primitiu. Il·lustracions d'Hernàndez Valls i Soriano Izquierdo. Fotogravats de Vilaseca. València: Sicània, 1965
- Graciamar. Valencia: [Unicrom], 1963
- La presa (Obra pòstuma). El mort té la paraula / Juli Ferrer i Roda. Recordances de Masarrojos / Nicolau-Primitiu. Il·lustracions de Núñez, fotogravats de Vilaseca. València: Sicània, 1966
- L'últim serv. A l'ombra del Montgó (novel·la social); il·lustracions d'Antoni Ferrer; fotogravats de Vilaseca. València: Sicània, 1965;[9] 2a ed.: L'últim serf. A l'ombra del Montgó. Introducció i edició de Carles Mulet. València: Institució Alfons el Magnànim, 1993, col. BAV 30; 3a ed.: Magnànim-Acadèmia Valenciana de la Llengua, València, 2024, col. BAV 72. ISBN 978-84-482-6978-4.
- Vides planes. Dénia: Institut d'Estudis Comarcals de la Marina Alta, 1999
- Vides planes. Edició, introducció i notes de Tomàs Llopis. Alacant: Aguaclara, 1992 ISBN 84-8018-010-2
- Tota la mar és remor. Antologia poètica; edició a cura de Maria Àngels Francés i Àngels Gregori. València: Publicacions de l'Acadèmia Valenciana de la Llengua, 2024. ISBN 978-84-482-7007-0